# Vita e opinioni di Nello Scarpellini, gentiluomo
Vita e opinioni di Nello Scarpellini, gentiluomo è il quarto album studio del gruppo folk punk italiano Zen Circus, pubblicato nel 2005. Il titolo è ispirato al romanzo di Laurence Sterne Vita e opinioni di Tristram Shandy, gentiluomo.

## Il disco
Il disco è ispirato alla vita di Nello, un robivecchi novantenne di Marina di Pisa, definito dal gruppo un punk ante litteram. La novità è che nel CD compaiono per la prima volta anche 5 brani cantati in italiano e uno in francese, oltre a quelli in inglese. L'album è suddiviso in due parti (Face 1: La vie, Face 2: Les opinions) ed è noto anche col titolo in lingua inglese Life and Opinions of Nello Scarpellini, Gentleman. Del disco è stata pubblicata una ristampa nel 2011 da La Tempesta Dischi. Sono stati girati i video di Les poches sont vides, les gens sont fous (registrato a Parigi) e di Fino a spaccarti due o tre denti.

## Tracce
Testi di Andrea Appino, eccetto dove indicato, musiche di Andrea Appino, Gian Paolo Cuccuru, Massimiliano Schiavelli.
1. Dead in July – 3:02
2. Les poches sont vides, les gens sont fous – 3:40 (testo: Massimiliano Schiavelli)
3. L'inganno – 3:15
4. A Kind of Pop Lullaby – 2:23
5. I bambini sono pazzi – 2:21
6. Hellakka – 2:41
7. Colombia – 3:38
8. Fino a spaccarti due o tre denti – 4:08
9. L'amico immaginario – 3:18
10. Visited by The Ghost of D. Boon – 1:44
11. Aprirò un bar – 3:21
12. Summer (Of Love) – 4:04
13. All Together Now! – 4:23

## Formazione
- Andrea Appino - voce e chitarra
- Ufo - basso
- Karim Qqru - batteria